# CHUV (métro de Lausanne)
Pour les articles homonymes, voir CHUV (homonymie).
CHUV est une station de métro de la ligne M2 du métro de Lausanne, située rue du Bugnon à l'angle avec les avenues de la Sallaz et Pierre-Decker dans le quartier Vallon/Béthusy, à Lausanne, capitale du canton de Vaud. Elle dessert notamment le Centre hospitalier universitaire vaudois (CHUV).
Mise en service en 2008, elle a été conçue par le cabinet d'architecture Architram avec Emch+Berger.
C'est une station, équipée d'ascenseurs, qui est accessible aux personnes à mobilité réduite.

## Situation sur le réseau
Établie à 570 mètres d'altitude, la station CHUV est établie, dans une tranchée à huit mètres sous le niveau du sol, au point kilométrique (PK) 3,334 de la ligne M2 du métro de Lausanne, entre les stations Ours (direction Ouchy-Olympique) et  Sallaz (direction Croisettes).

## Histoire
Comme toute la partie nord de la ligne, les travaux de construction de la station débutent en 2004 et elle est mise en service le 27 octobre 2008, lors de l'ouverture à l'exploitation de la ligne M2. Son nom a pour origine l'acronyme du Centre hospitalier universitaire vaudois qu'elle dessert. Elle est réalisée par le cabinet d'architecture Architram avec Emch+Berger, qui ont dessiné une station en tranchée ouverte, recouverte par de simples toiles plastifiées blanches laissant passer la lumière naturelle et délimitée par de larges piliers, afin de pouvoir le cas échéant construire un bâtiment au-dessus.
En 2012, elle était la sixième station la plus fréquentée de la ligne, avec 1,577 millions de voyageurs ayant transité par la station.

## Service des voyageurs

### Accès et accueil
La station est construite à 8 mètres de profondeur et est accessible par quatre escaliers et autant d'ascenseurs (deux par sens), les accès nord, situés plus haut que les accès sud en raison de la topographie du site, donnent sur une petite mezzanine surplombant les voies. Cette configuration ne nécessite pas d'escaliers mécaniques et lui permet d'être accessible aux personnes à mobilité réduite. Elle dispose de deux quais, équipés de portes palières, encadrant les deux voies.

### Desserte
La station CHUV est desservie tous les jours de la semaine, la ligne fonctionnant de 5 h 15 à 0 h 45 du matin (1 h du matin les vendredis et samedis soir) environ, par l'ensemble des circulations qui parcourent la ligne, en intégralité ou de Lausanne-Gare à Sallaz uniquement. Les fréquences varient entre 2,5 et 7,5 minutes selon le jour de la semaine,. La station est fermée en dehors des heures de service de la ligne.

### Intermodalité
La station n'est desservie par aucune autre ligne de transport en commun.